# 秩父広域市町村圏組合
秩父広域市町村圏組合（ちちぶこういきしちょうそんけんくみあい）は、埼玉県秩父市、秩父郡横瀬町、皆野町、長瀞町及び小鹿野町の1市4町が設立している一部事務組合。

## 概要

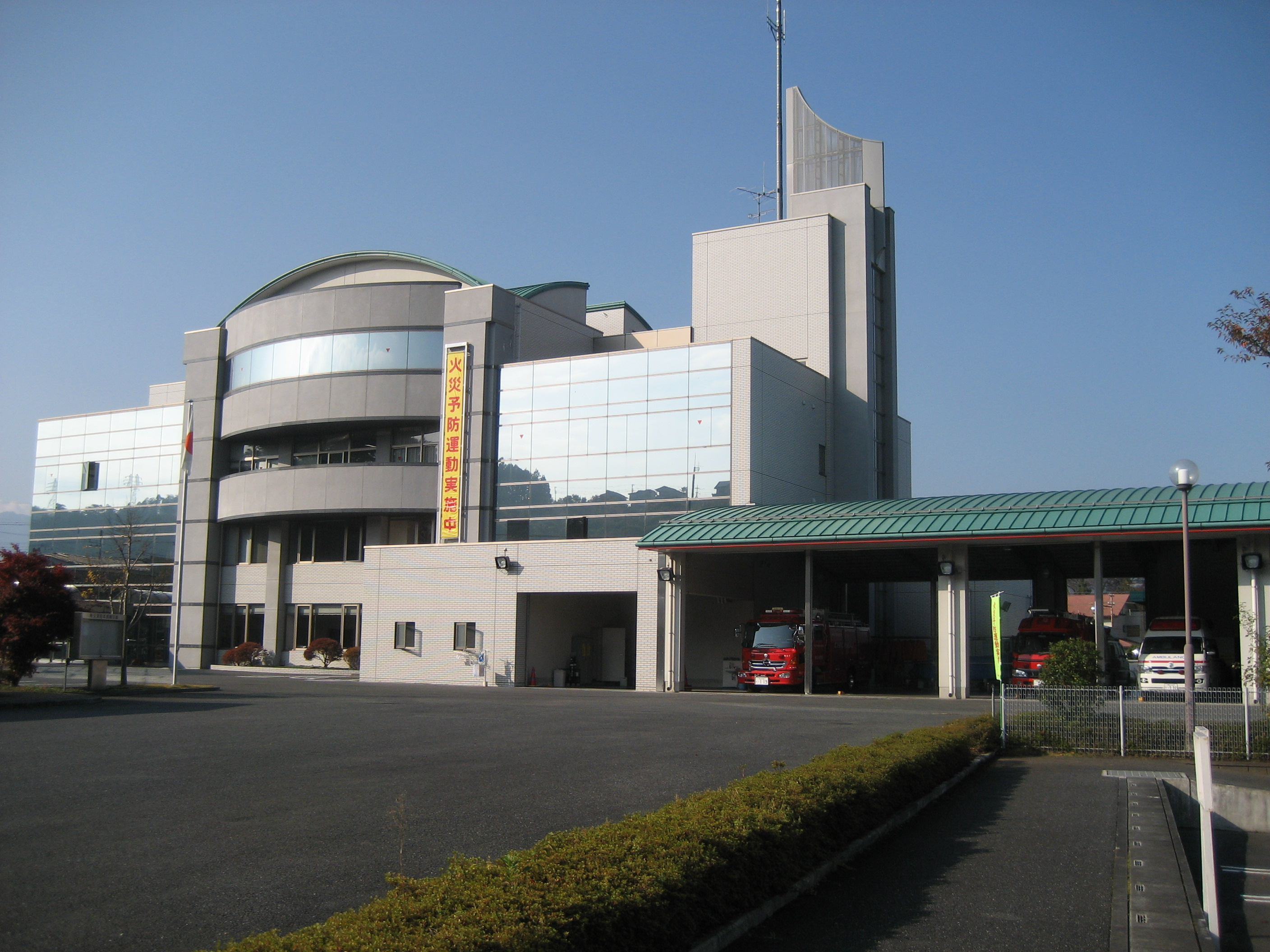
消防本部・消防署

### 事務所
- 秩父市栃谷1477

### 主な事務内容
- 秩父ふるさと市町村圏計画の策定及び当該計画に基づく事業の実施に伴う連絡調整
- 秩父ふるさと市町村圏計画に基づく地域振興事業
- 廃棄物の収集及び処理（秩父クリーンセンター）
- 火葬場、葬祭施設、霊柩車の設置及び維持管理（秩父斎場）
- 消防事務
- 水道事業（水道局）（平成28年4月1日に各構成市町の水道事業を統合し開始した。）

### 組織
- 組合議会
  - 議員定数：16人（秩父市：8人、横瀬町：2人、皆野町：2人、長瀞町：2人、小鹿野町：2人）
- 組合執行機関
  - 理事会 - 理事：組合市町の長
  - 管理者：1人（組合市町の長の互選）
  - 副管理者：1人（組合市町の長の互選）
  - 会計管理者（管理者が組合市町の会計管理者から任命）
  - 監査委員：2人

## 常備消防事務

### 概要
- 消防本部：秩父市下宮地町10-25
- 消防本部名称：秩父消防本部
- 消防無線基地局呼称:「しょうぼうちちぶ」
- 管内面積：892.64km2
- 職員定数：175人
- 消防署1カ所、分署4カ所
- 主力機械(括弧内は予備車)
  - 消防ポンプ自動車:5(1)
  - 水槽付き消防ポンプ自動車:1
  - 水槽車:1
  - はしご付消防自動車:1
  - 救助工作車:1
  - 高規格救急自動車:10(1)
  - 多目的救助車:1
  - 積載車:1
  - 指揮車:1
  - 指令車:1
  - 支援車:4

### 沿革
- 1970年4月　秩父広域市町村圏組合が発足。
- 2011年8月1日　横瀬分署が、横瀬町大字横瀬1199-1から横瀬町大字横瀬5784-14に移転し、東分署に改称する。
- 2012年8月1日　皆野分署と長瀞分署を統合し、皆野町大字皆野2885-2に北分署を開設する。
- 2013年12月5日　影森分署と荒川大滝分署を統合し、秩父市荒川上田野1735-1に南分署を開設する。
- 2015年3月3日　吉田分署と小鹿野両神分署を統合し、小鹿野町飯田575-1に西分署を開設する。

### 組織
- 本部 - 総務課、指揮統制課、予防課、警防課
- 消防署-管理指導課、消防第1課、消防第2課、分署

### 消防署
| 消防署     | 住所                | 分署 |
| ---------- | ------------------- | --- |
| 秩父消防署 | 秩父市下宮地町10-25 | 東：秩父郡横瀬町大字横瀬5784-14 西：秩父郡小鹿野町飯田575-1 南：秩父市荒川上田野1735-1 北：秩父郡皆野町大字皆野2885-2 |

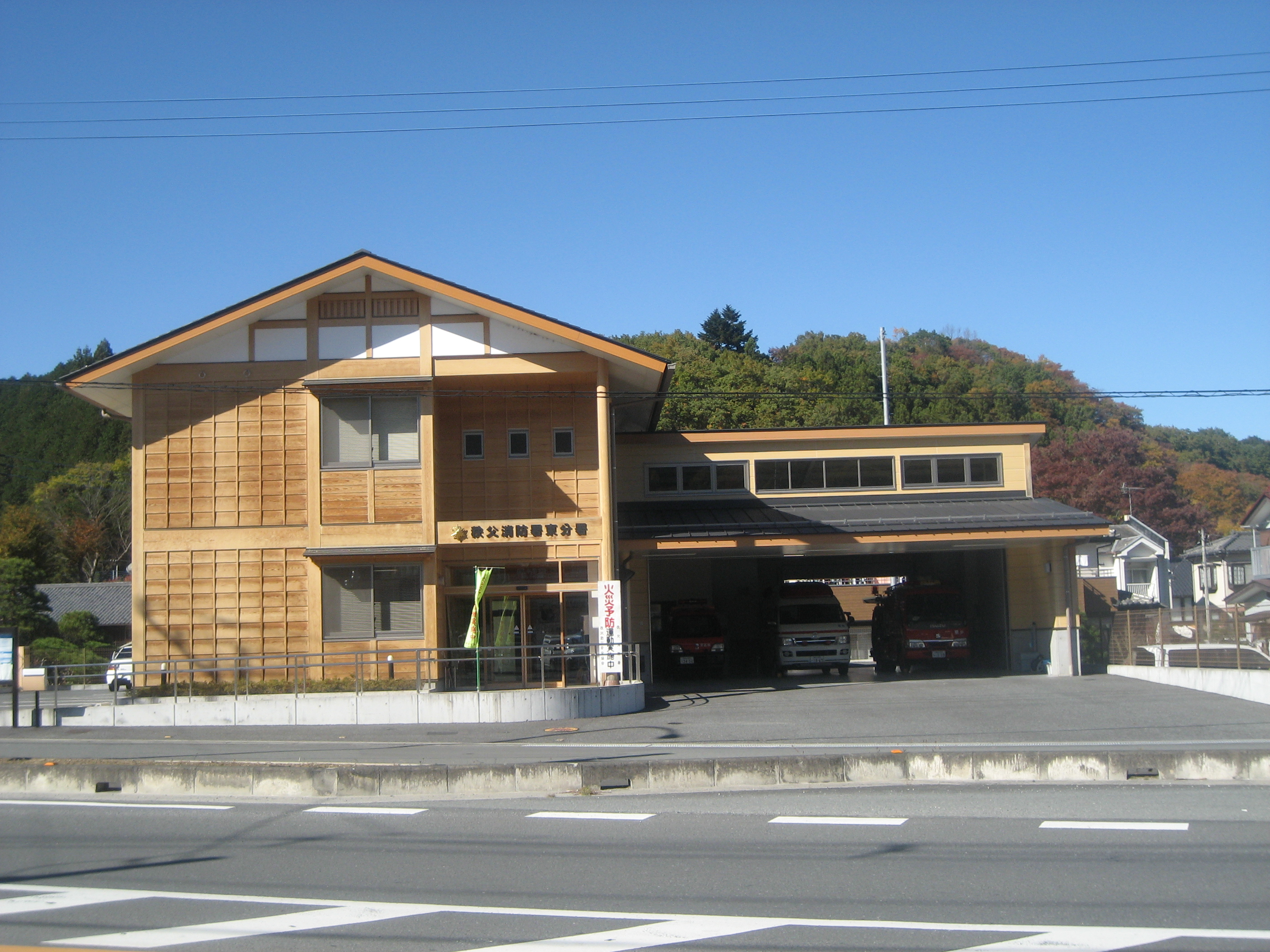
東分署
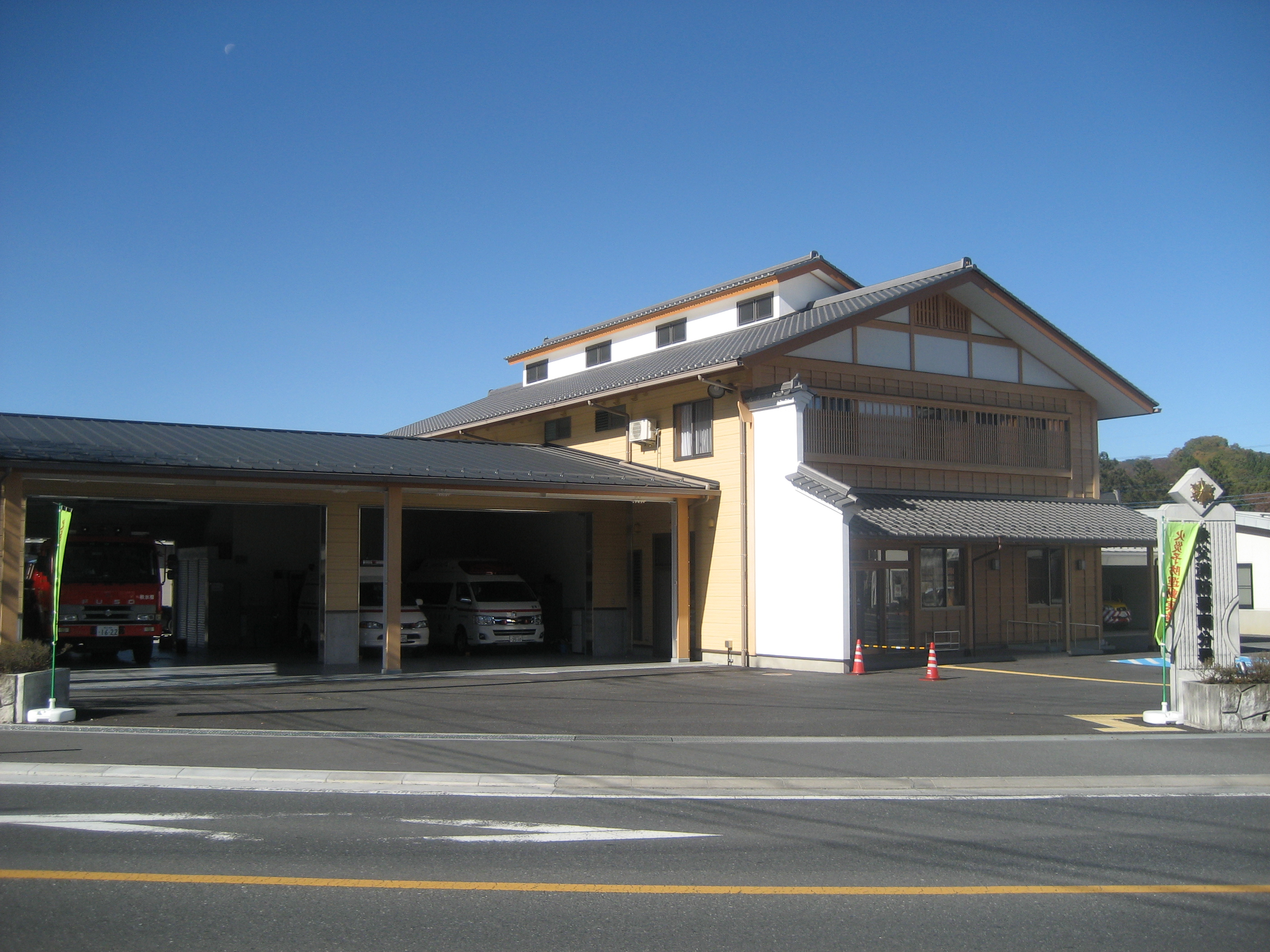
南分署
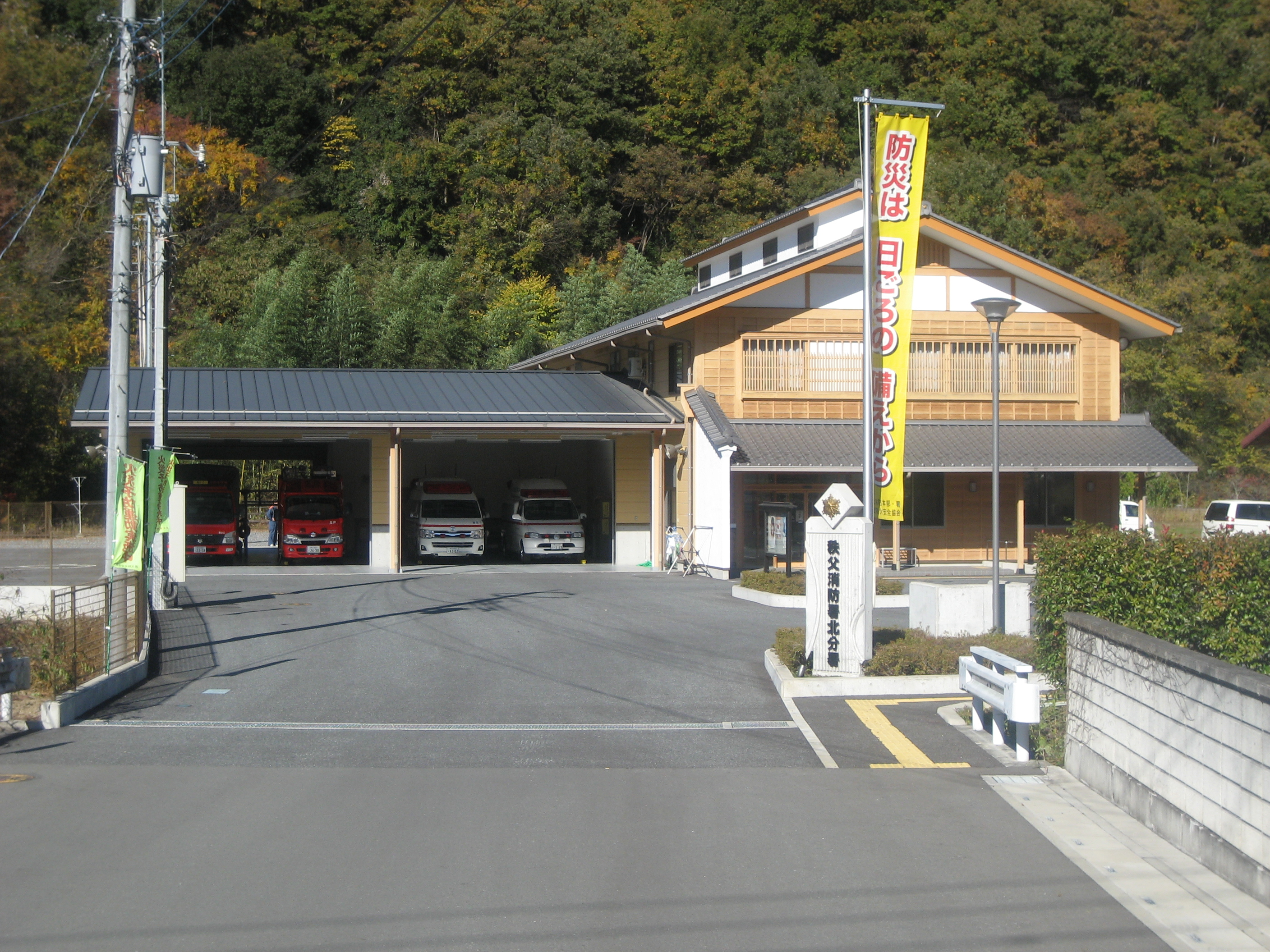
北分署
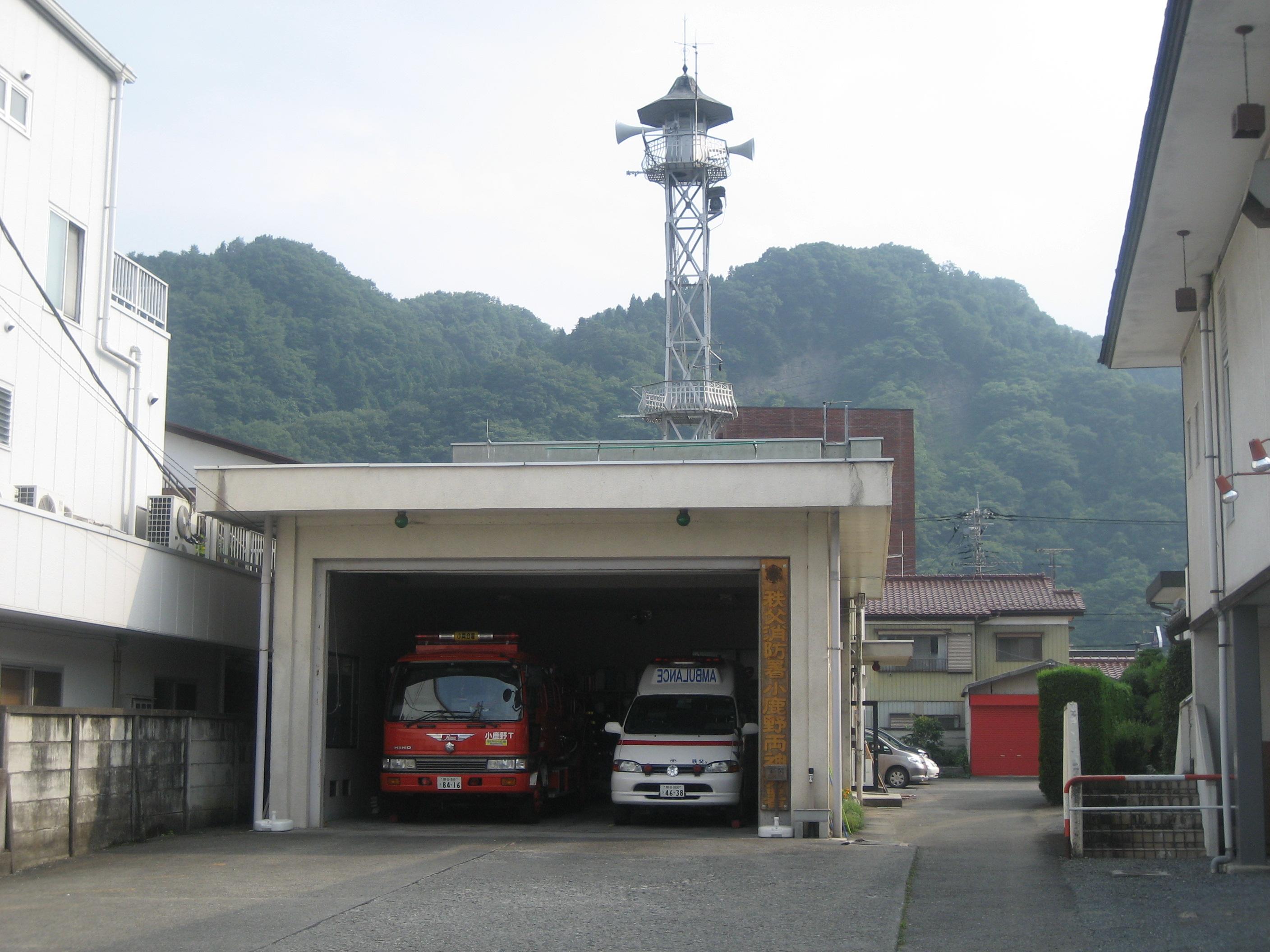
旧小鹿野両神分署
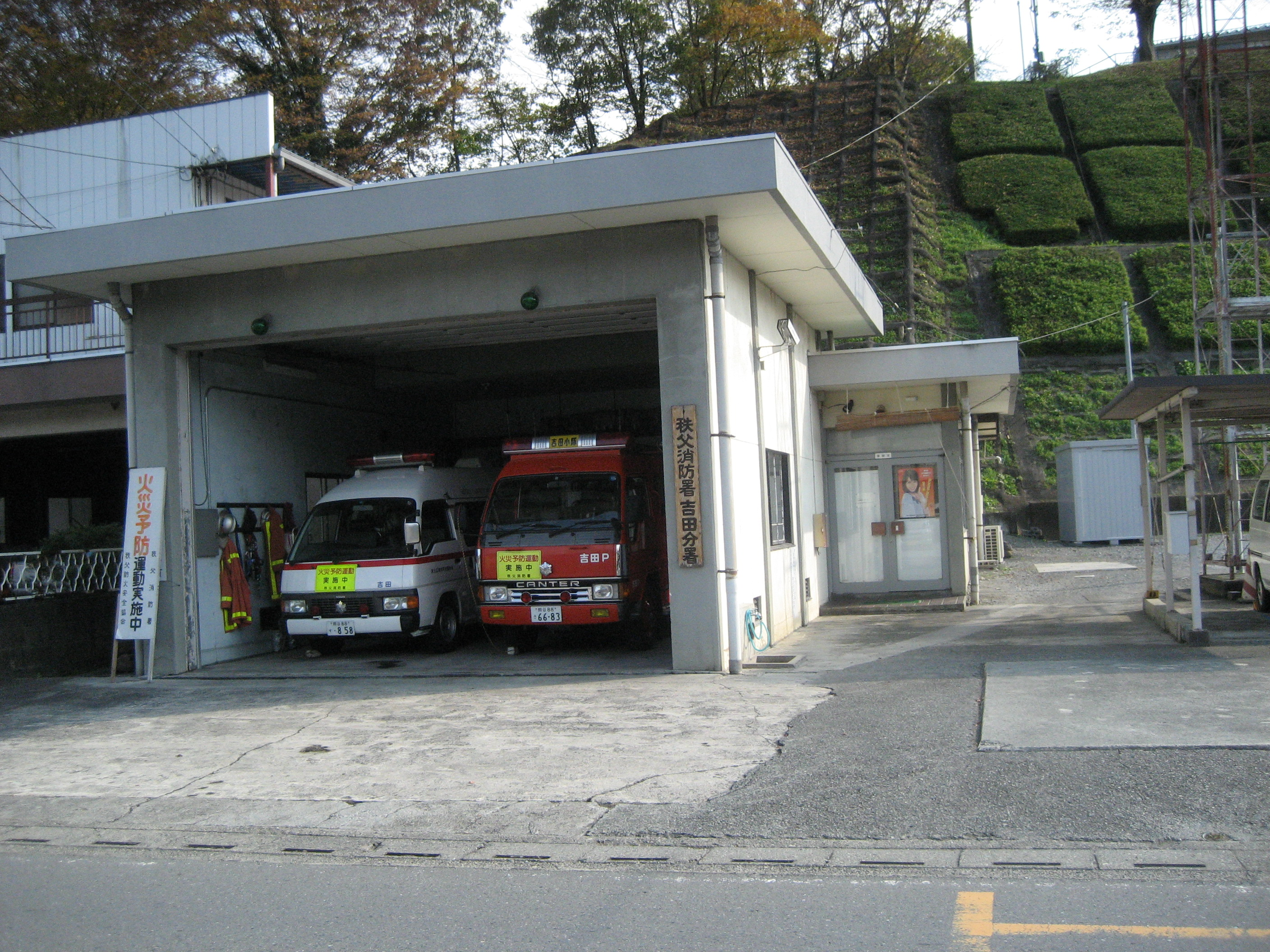
旧吉田分署
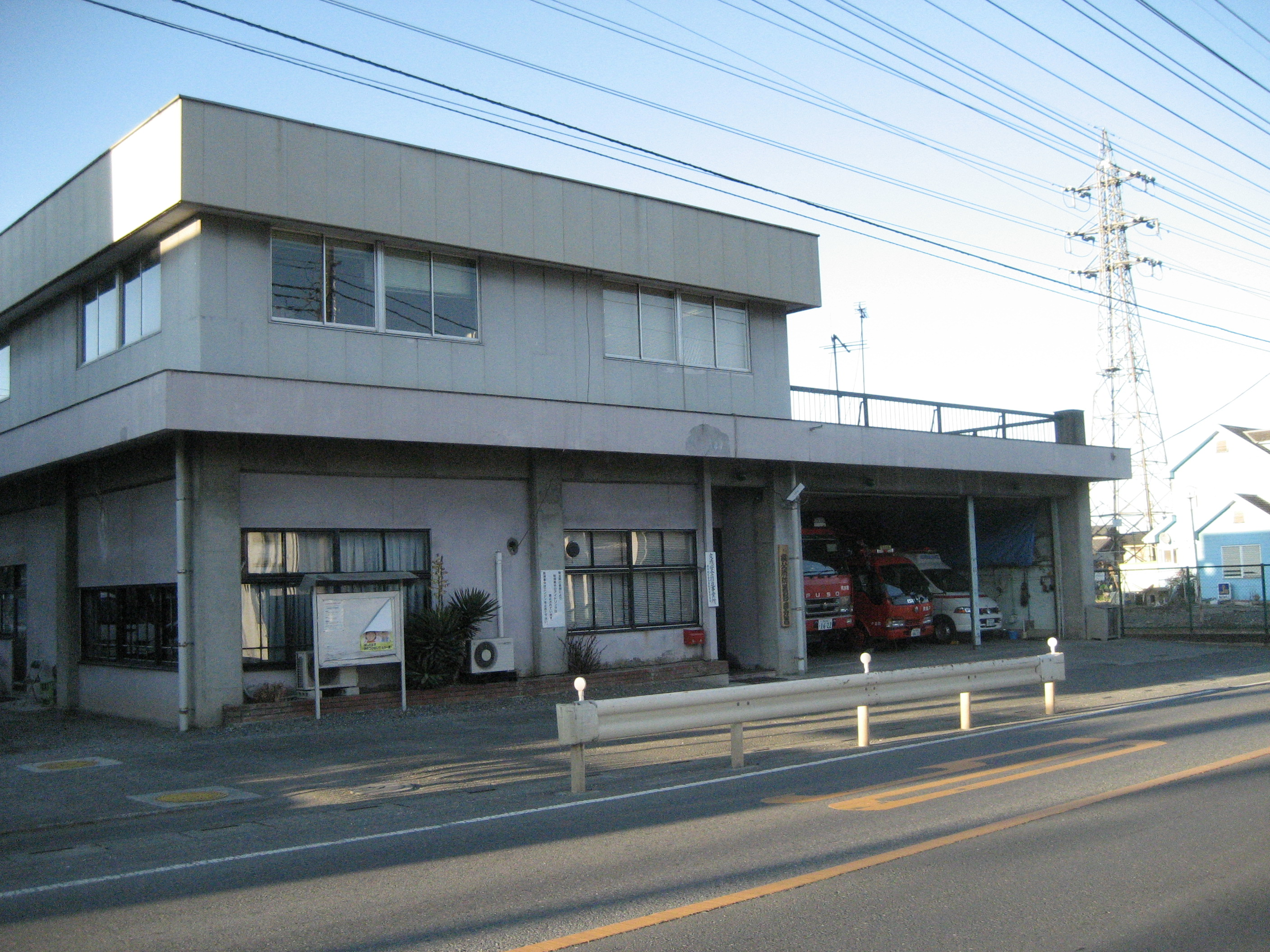
旧影森分署
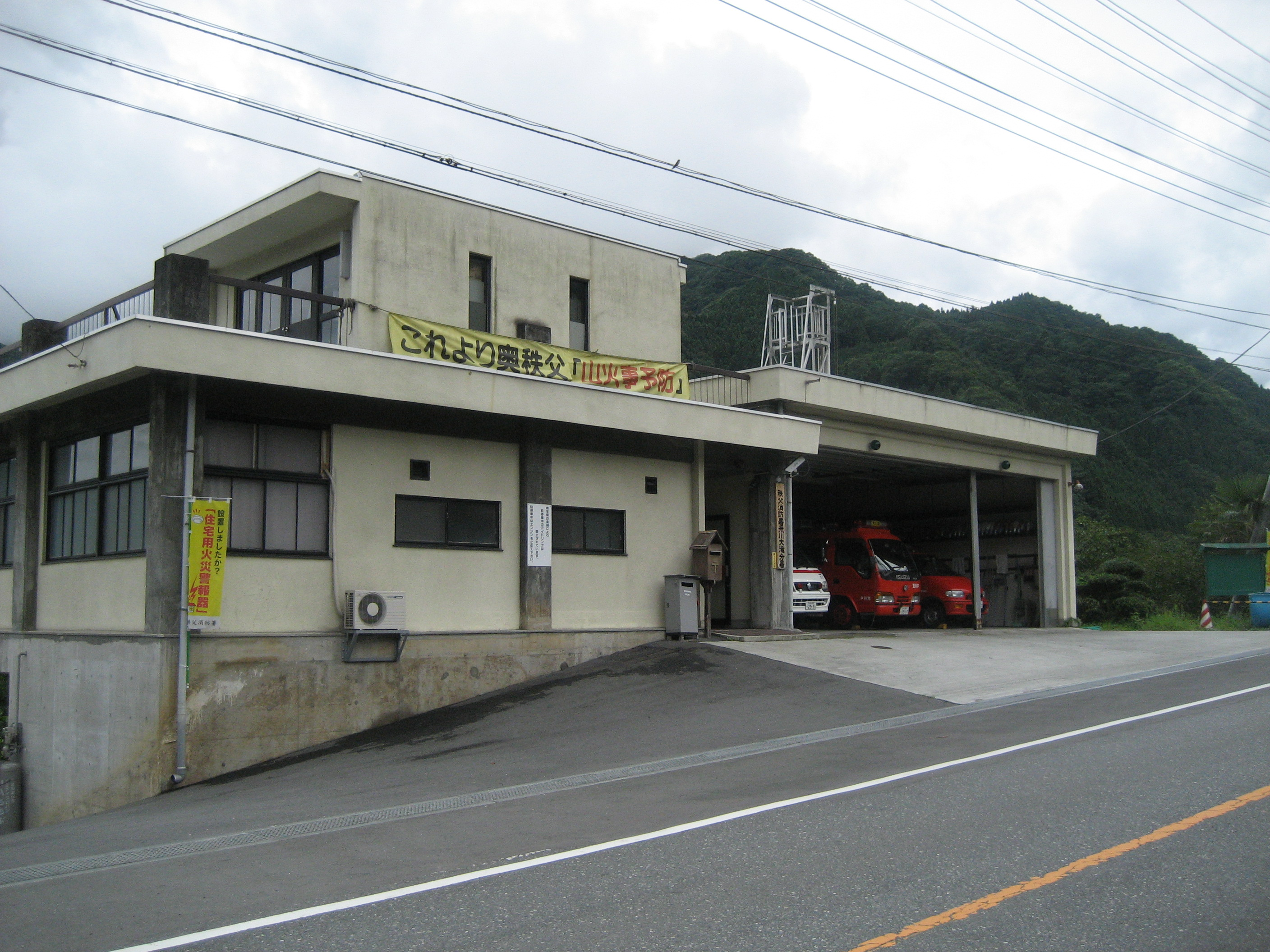
旧荒川大滝分署
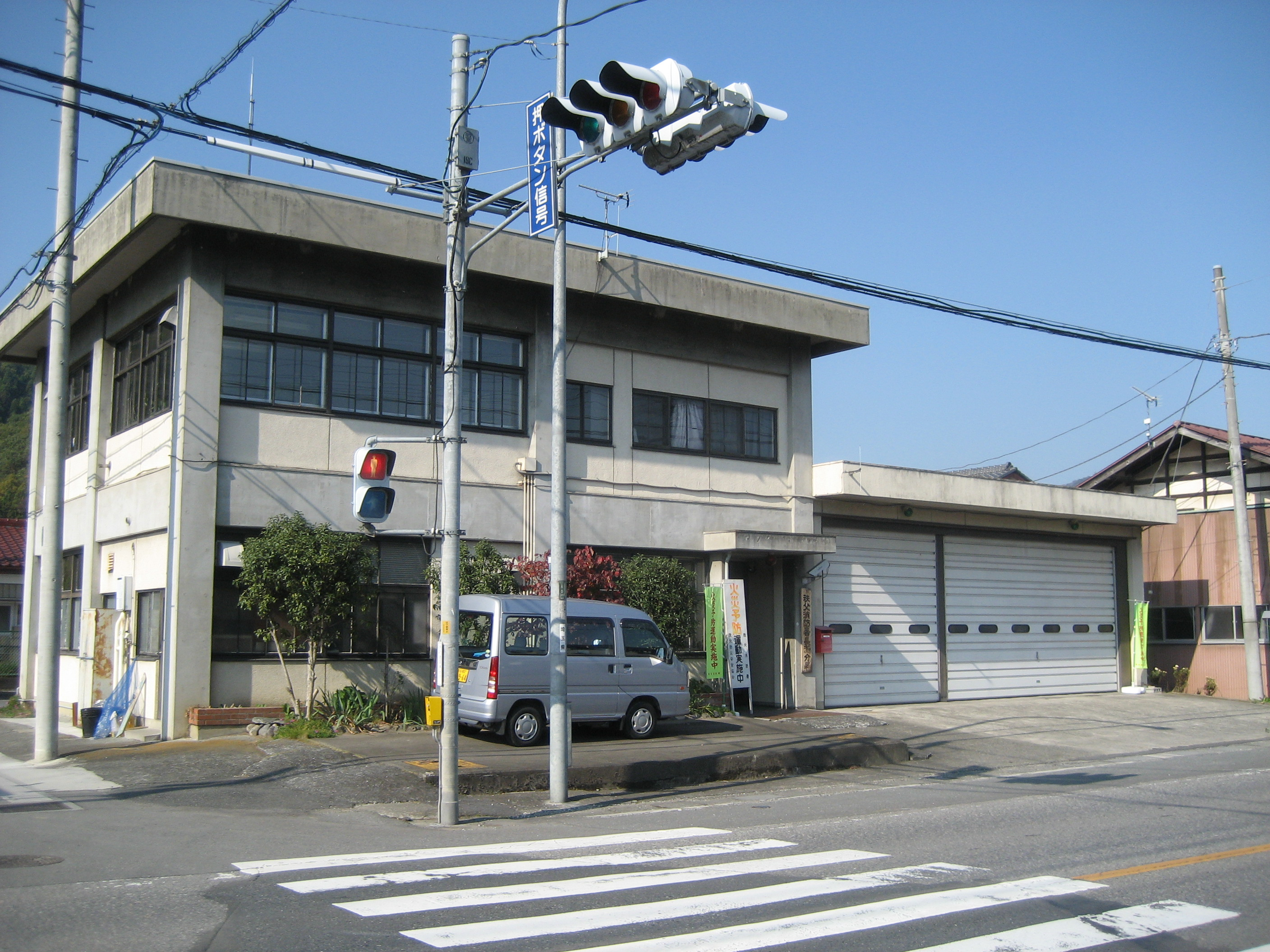
旧長瀞分署
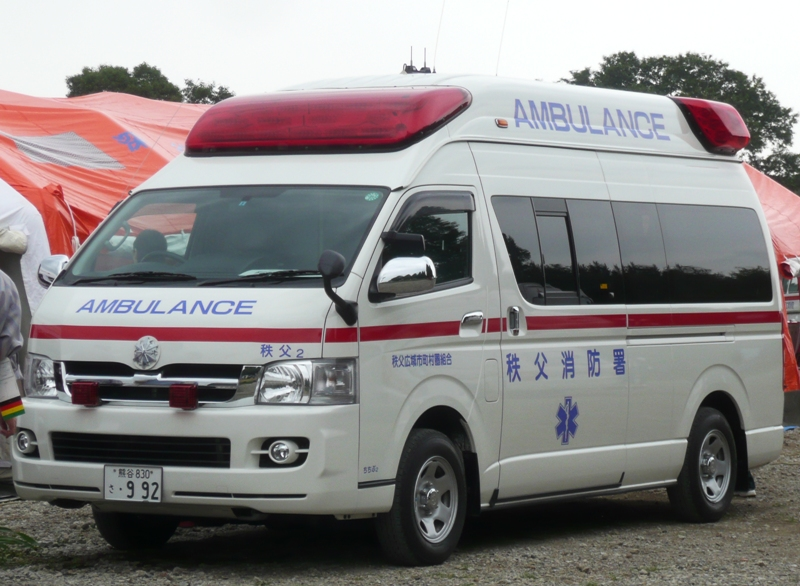
救急車
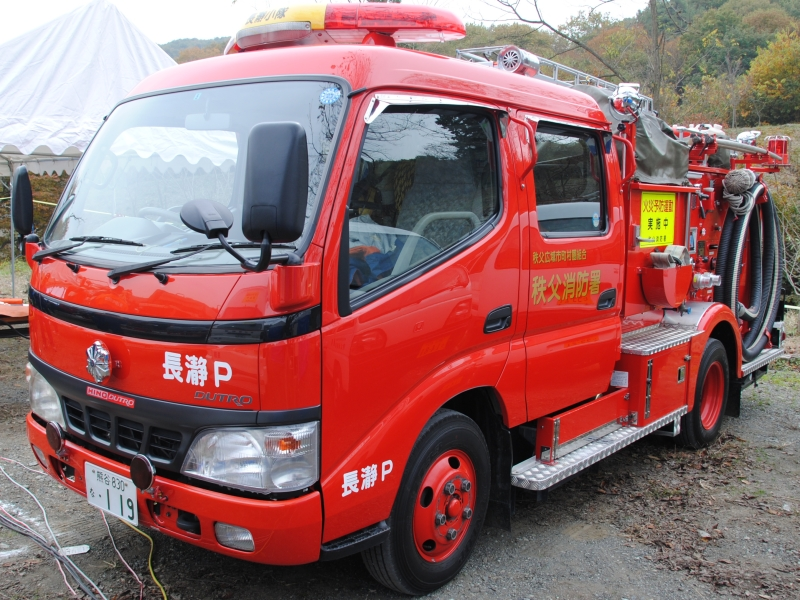
ポンプ車